# Museo Nazionale dell'Automobile
Museo Nazionale dell'Automobile (även kallat MAUTO) är ett italienskt bilmuseum beläget i Turin, Piemonte och grundat av Carlo Biscaretti di Ruffia.
Italiens nationella bilmuseum har fler än 200 bilar av 80 olika bilmärken utställda.

## Utställningsföremål (urval)

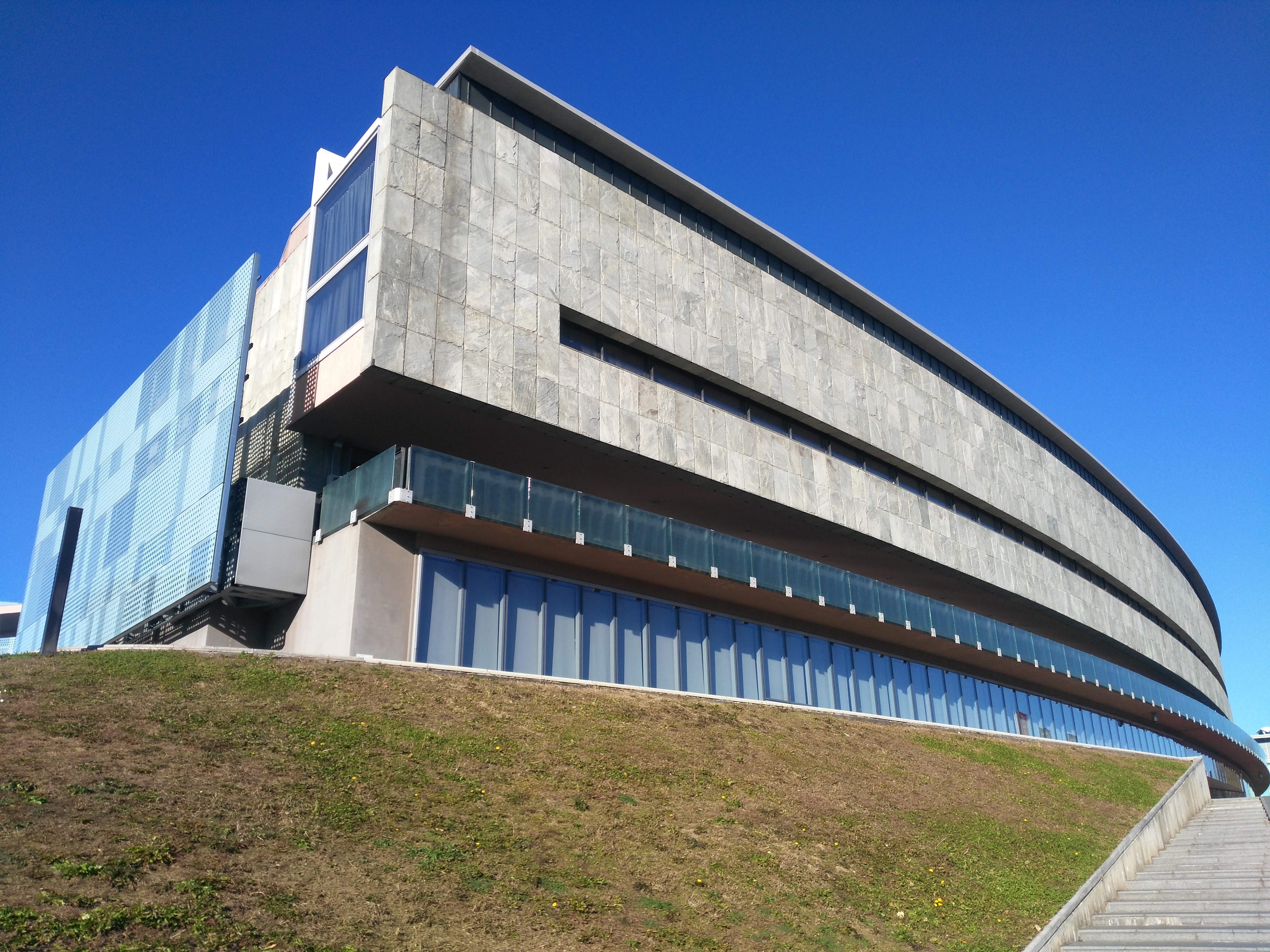
Exteriör
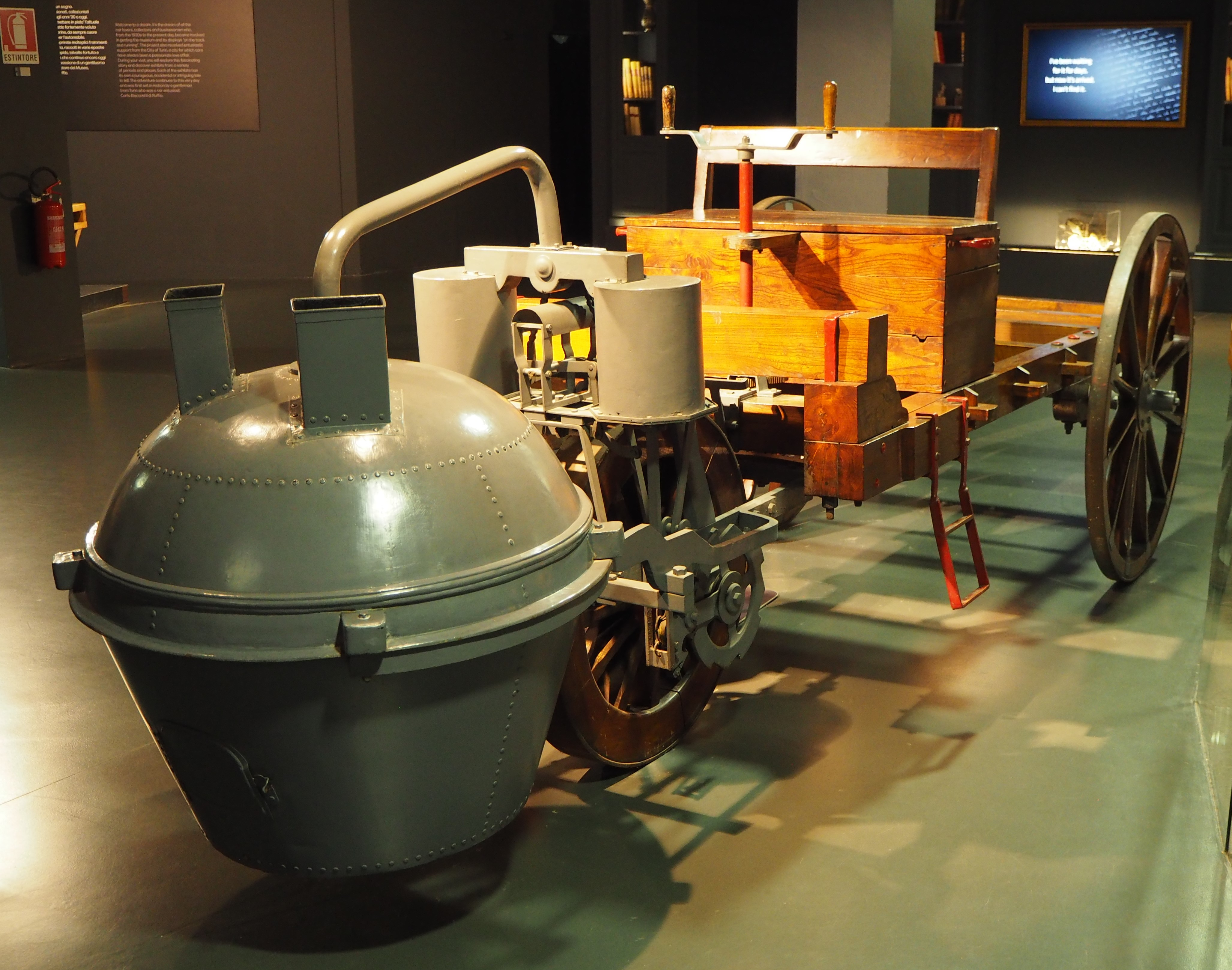
Kopia av Cugnots ångvagn.
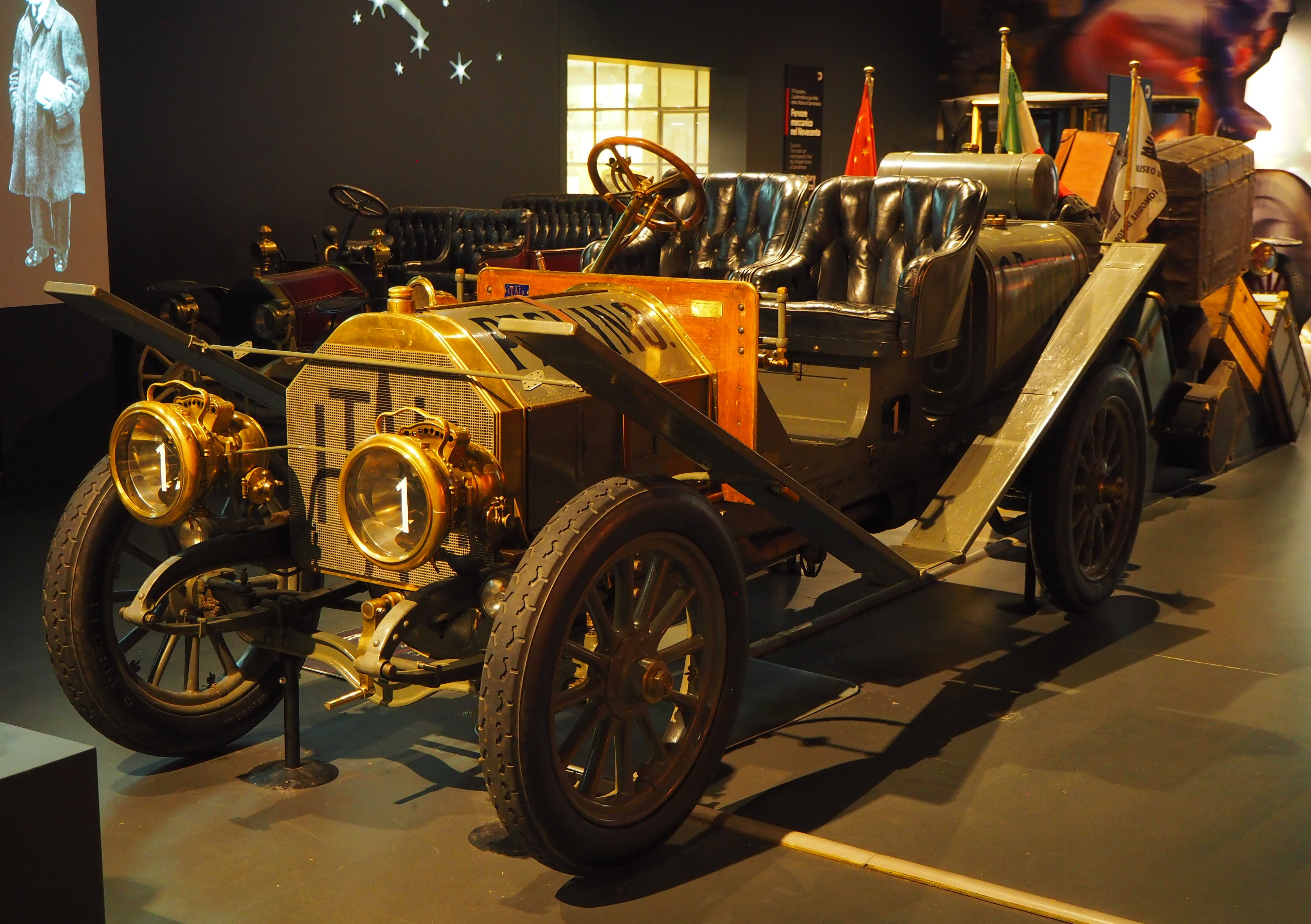
Itala 35/40, vinnare av Peking - Parisloppet 1907.
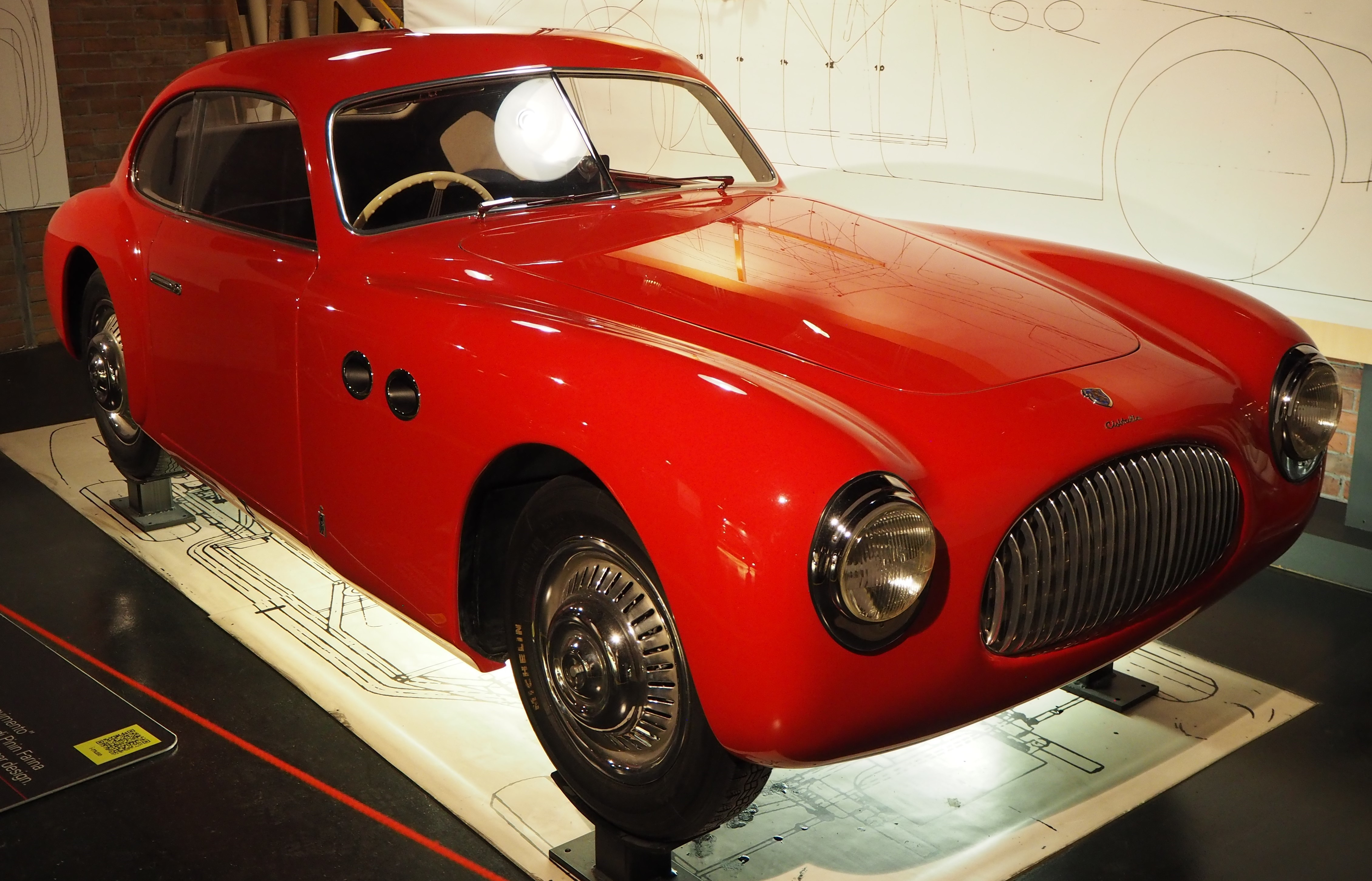
Cisitalia 202
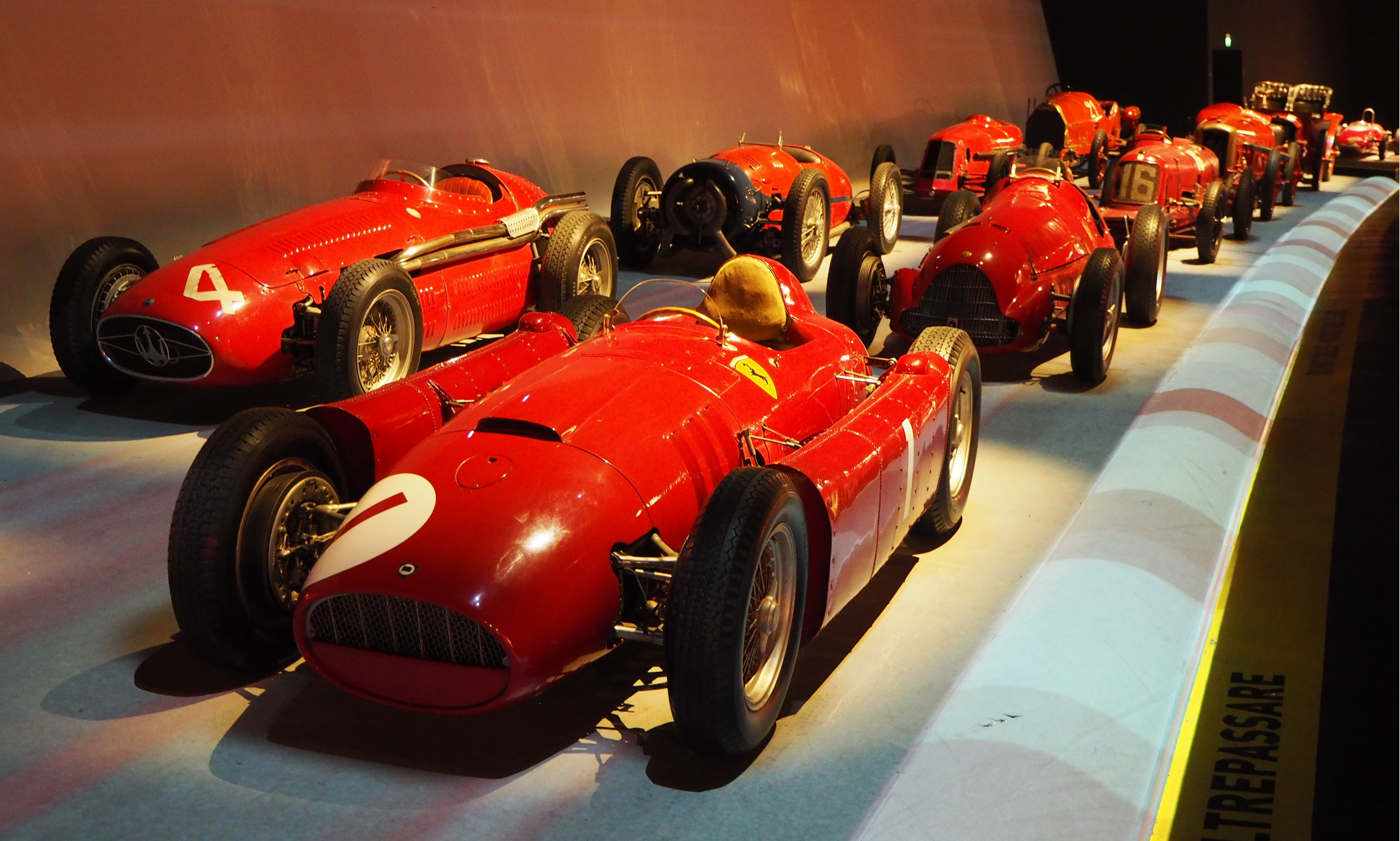
Grand Prix-bilar i Rosso corsa.